# Challenge Classics
Challenge Classics és un segell de la firma holandesa Challenge Records fundada l'any 1994 per Hein van de Geyn, Anne de Jong, i Joost Leijen. El seu catàleg inclou música de Nat Adderley, Paul Bollenback, Bob Brookmeyer, Keith Ingham, Rick Margitza, Enrico Pieranunzi, Yitzhak Yedid, Clark Terry, Jasper van 't Hof, Eric Ineke i Eric Vloeimans.